# Pavetta namatae
Espèce
Pavetta namatae S.D. Manning est une espèce de plantes de la famille des Rubiaceae et du genre Pavetta, selon la classification phylogénétique. 

## Étymologie
Son épithète spécifique rend hommage à Ferdinand Namata, guide de terrain au Cameroun.

## Distribution
C'est une plante endémique du Cameroun. Elle a été récoltée notamment à Makak, dans la région du Centre.